# Ferdinand Karewski
Ferdinand Karewski (ur. 5 listopada 1858 w Szczecinie, zm. 31 października 1923 w Berlinie) – niemiecki lekarz, chirurg i ortopeda, tajny radca sanitarny (geheimer Sanitätsrat).
Studiował na Uniwersytecie Fryderyka Wilhelma w Berlinie, m.in. u Jamesa Israela. W 1862 roku został doktorem medycyny. Następnie pracował jako chirurg w Szpitalu Żydowskim (Jüdisches Krankenhaus) w Berlinie, najpierw na stanowisku asystenta, potem kierował Polikliniką. Opublikował kilkadziesiąt prac naukowych. Zmarł w 1923 roku, wspomnienie pośmiertne napisał Paul Rosenstein.

## Wybrane prace
- Über den Einfluss einiger Herzgifte auf den Herzmuskel des Frosches. Mann & Erdmann, 1881
- Experiment. Untersuchung über die Einwirkung puerperaler Secrete auf den thierischen Organismus (gekr. Preisarb. 1882)
- Ueber einige Herzgifte. Vortrag gehalten im Verein für innere Medicin. Deutsche medicinische Wochenschrift 8, ss. 295-296 (1882)
- Neues Skoliosen-Korsett. Berliner klinische Wochenschrift, 1883
- Weitere Erfahrungen über die Behandlung maligner Lymphome mit Arsen. Berliner klinische Wochenschrift, 1884
- Ein neues orthop. Korsett (Arch. f. Chir. XXX)
- Zur Therapie der Hypertrichosis. Deutsche medicinische Wochenschrift 12, ss. 587-590 (1886)
- Über Urincysten im Scrotum. Ctbl. f. Chir (1887)
- Ueber die praktische Verwendbarkeit der Erythrophlaein-Anästhesie. Deutsche medicinische Wochenschrift 14, ss. 143-145 (1888)
- Zur Pathologie und Therapie der paralytischen Hüftgelenksluxation. Deutsche medicinische Wochenschrift 15, ss. 108-109 (1889)
- Ueber Operationen an paralytischen Gelenken. Deutsche medicinische Wochenschrift 16, ss. 63-66, 90-94 (1890)
- Zur Diagnose und Therapie der Pankreascysten. Deutsche medicinische Wochenschrift 16, ss. 1035-1037, 1069-1071 (1890)
- Diagnose und Therapie des spontanen Aneurysma der Carotis comm. Deutsche medicinische Wochenschrift 1891
- Ueber Radicaloperation von Scrotalbrüchen bei Kindern der ersten Lebensjahre. Deutsche medicinische Wochenschrift 18, ss. 95-98 (1892)
- Über Fistula colli congen. Pathologie u. Therapie derselben (Virch. A. 133)
- Über Nierenechinococcus. Deutsche medicinische Wochenschrift 19, ss. 1071-1072 (1893)
- Zur Pathologie und Therapie der Fistula colli congenita[2] (1893)
- Plastische Operationen mittels Verwendung grosser Brückenlappen aus entfernten Körpertheilen (Ib. 1894)
- Ueber radicale Bruchoperationen bei Kindern. Deutsche medicinische Wochenschrift 20, ss. 839-839, 1894
- Ueber operative Abortivbehandlung der acut. Osteomyelitis. Deutsche medicinische Wochenschrift 20, ss. 777-780, 1894
- Die Ausreissung des Nervus trigeminus zur Beseitigung schwerer Neuralgieen. Deutsche medicinische Wochenschrift 20: 970-972, 1894
- Die chirurgischen Krankheiten des Kindesalters. Stuttgart: Enke, 1894.
- Resectionen am Thorax. Deutsche medicinische Wochenschrift 22: 219-220, 251-253, 265-268 (1896)
- Ueber Perityphlitis bei Kindern. Deutsche medicinische Wochenschrift 23: 294-297, 312-315, 331-333 (1897)
- Regulirbares Glycerin - Druckpelotten - Bruchband. Deutsche medicinische Wochenschrift 1898; 24: 146-146 (1898)
- Ueber Gallensteinileus. Deutsche medicinische Wochenschrift 28, ss. 168-170, 189-191, 204-206 (1902)
- Ueber künstliche Erzeugung von Pleuraverwachsungen zu chirurgischen Zwecken. Deutsche medicinische Wochenschrift 29, ss. 331-333 (1903)
- Zur Technik der Radikaloperation von Bauchnarben- und Nabelhernien. Deutsche medicinische Wochenschrift 30, ss. 1964-1966 (1904)
- Ursache, Verhütung und Behandlung des perityphlitischen Anfalls. Deutsche medicinische Wochenschrift 31, ss. 783-786, 826-831 (1905)
- Leberabsceß nach Influenza. Deutsche medicinische Wochenschrift 33, ss. 756-758 (1907)
- Zur Frage der Behandlung von Rupturen des Quadriceps femoris. Deutsche medicinische Wochenschrift 33, ss. 1127-1129 (1907)
- Kurze Bemerkungen zu dem Aufsatz von L. Heidenhain “Über Deckung von großen Defekten der Brusthaut”[3] (1911)
- Diabetes und chirurgische Erkrankung. Deutsche medicinische Wochenschrift 40, ss. 8-13 (1914)
- James Israel zu seinem 70. Geburtstage. Deutsche medicinische Wochenschrift 44, ss. 134-135 (1918)
- Zur Funktionierung des verkrüppelten Daumens[4] (1920)
- Über Massenblutung bei Nierentuberkulose[5] (1920)
- Ueber Intussuszeption des Colon descendens und deren röntgenologische Diagnose. Dtsch med Wochenschr 47, ss. 990-991 (1921)
- Infizierte Hydronephrose in einer Hufeisenniere von ungewöhnlicher Form. Dtsch med Wochenschr 47, ss. 989-990 (1921)
- Über den Bauchschmerz und Seine Differentialdiagnostische Bewertung bei Akuten Abdominellen Erkrankungen[6] (1922)
- Ein neues plastisches Verfahren zur radikalen Behandlung schwerster Formen von Pruritus ani. Deutsche medicinische Wochenschrift 49, ss. 810-811 (1923)